# Fallimento del mercato
In economia, viene chiamata fallimento del mercato quella situazione in cui l'allocazione dei beni e dei servizi effettuata tramite il libero mercato non è efficiente, cioè ci sono dei modi per incrementare il benessere di alcuni partecipanti senza ridurre quello di alcun altro. L'esempio classico è quello di un laghetto: se non sono definiti i diritti di proprietà i pescatori massimizzeranno la produzione e esauriranno la risorsa, se c'è un proprietario egli agirà in modo da conservarla nel tempo. Nel linguaggio di tutti i giorni, d'altra parte, il termine è impropriamente utilizzato per designare le situazioni in cui le forze di mercato non appaiono servire ciò che è definito quale interesse pubblico.
La situazione in cui il mercato risulta incapace di pervenire ad una allocazione efficiente delle risorse si verifica quando viene violata anche una sola delle condizioni di validità del 1º Teorema dell'Economia del Benessere di Vilfredo Pareto.
Le condizioni di validità del 1º Teorema di Pareto sono:
- gli agenti devono operare come price-taker;
- completezza dei mercati e assenza di esternalità;
- assenza di beni pubblici;
- assenza di asimmetrie informative.

Se queste condizioni sono rispettate, l'equilibrio (economico generale) è unico. Nel caso in cui in un'economia di mercato venga violato uno di questi principi, secondo Pareto è da ritenersi giustificato l'intervento pubblico.
Il teorema del benessere invece dice che:
- se sono soddisfatte le precedenti condizioni allora l'equilibrio è efficiente, cioè non si può fare di meglio;
- date le condizioni sopra citate, la configurazione dell'economia che dà il massimo benessere si può ottenere sempre da un'economia di mercato.

## Costi e benefici esterni al mercato
Una prima fonte di fallimenti del mercato sarebbe legata alla presenza di costi e/o benefici esterni al mercato stesso. Esempi sono dati da:
- assenza di concorrenza;
- presenza di esternalità;
- beni pubblici;
- mancanza di definizione di diritti di proprietà;
- asimmetrie informative, e problemi di:
  - selezione avversa;
  - azzardo morale;
  - principale-agente o 'problemi di agency'.

Tra le strategie sviluppate per mitigare gli effetti di tali imperfezioni, si è proposto l'intervento di istituzioni esterne al mercato, quali regolamentazione centralizzata tramite l'azione del governo o dello Stato, la tradizione, la democrazia, nonché un'estensione dei diritti di proprietà a entità che nella tradizione giuridica degli ultimi secoli non potrebbero formarne oggetto, quali ad es. l'aria pulita; si veda al riguardo il teorema di Coase.

## Assenza di concorrenza
Negli schemi teorici dell'economia neoclassica, una concorrenza non perfetta limita la capacità del mercato di allocare le risorse in maniera efficiente, causandone il fallimento. Esempi di strutture di mercato subottimali sono dati da:
- concorrenza non perfetta:
  - potere di mercato;
  - monopolio;
  - monopsonio;
  - oligopolio;
  - oligopsonio;
  - concorrenza monopolistica;
- curva del costo medio di lungo periodo decrescente e monopolio naturale;
- discriminazione di prezzo.

## Informazione asimmetrica
Per esempio nel mercato delle auto usate, che potrebbero essere dei "bidoni" (lemons, in inglese) l'acquirente non ha tutte le informazioni.
Supponendo che nel mercato vi sia il 50% di "bidoni" il cui valore è appunto 100 e il 50% di macchine di alta qualità il cui valore è 200, un individuo ragionevole sarebbe disposto a pagare non più di 150 (100*1/2)+(200*1/2)= 150.
Per la selezione avversa le macchine di alta qualità verranno ritirate dal mercato. La selezione avversa procederà fino all'eliminazione di tutte le macchine dal mercato. Per far sì che il mercato non si estingua si possono creare dei meccanismi che cerchino di tutelare l'informazione (in questo caso rivenditori specializzati, esperti, e così via).
- Società di assicurazioni: ipotizziamo che una società stipuli polizze contro la malattia e la popolazione sia idealmente divisa tra popolazione incline alle malattie e popolazione con bassa probabilità di malattie: se l'informazione fosse completa, questo farebbe sì che solo le persone inclini ad ammalarsi stipulerebbero la polizza. Gran parte degli assicurati dovrebbe essere risarcito e ciò comporterebbe il fallimento della società assicurativa.

Quindi le compagnie si tutelano con la Discriminazione dei prezzi (ciò è anche agevolato nel caso delle assicurazioni su vetture, che sono obbligatorie).
- Mercato del lavoro: il datore di lavoro ha davanti a sé aspiranti dipendenti stacanovisti e fannulloni: per non rischiare gli converrà stipulare un salario basso: solo i fannulloni saranno disposti ad accettare, mentre gli stakanovisti rifiuteranno. Il potere di decisione è in fin dei conti in mano al datore di lavoro.
- Rischio morale: una chiave per l'eliminazione dell'azzardo morale è l'esistenza di incentivi a comportarsi correttamente (vedi società per azioni).
- Souvenir: dato che i turisti difficilmente conoscono il prezzo normale dei souvenir, i venditori furbi sfruttano l'asimmetria informativa e alzano il prezzo per guadagnare molto di più degli altri. La soluzione è fornire informazione simmetrica e completa.

## Esternalità
Essi sono effetti positivi o negativi che le azioni di un agente economico hanno sul benessere di un altro soggetto e che non sono regolati dal meccanismo dei prezzi.
Consideriamo il caso di Esternalità negativa, come per esempio l'inquinamento. Le possibili soluzioni all'inquinamento sono:
- Proibizione: è difficile stabilire il limite rispetto all'ottimo locale.
- Tasse: è difficile stabilire comunque il valore delle aliquote.

Una buona soluzione sarebbe fondere le due precedenti poiché si terrebbe conto di entrambe le esigenze.
- Quote: detti anche buoni determinano il diritto di inquinare fino ad una certa quantità (metodo americano). Se il mercato funziona bene ci si scambia le quote fino al raggiungimento del massimo guadagno (questa è la soluzione efficiente al problema delle esternalità).

## Interpretazioni
Il tema dei fallimenti del mercato (ipotetici o reali che siano) e di come bisognerebbe affrontarli è fonte di un vivace dibattito tra le diverse scuole del pensiero economico e del diritto.

### Scuola neoclassica
Tutte le situazioni menzionate sopra si riferiscono a casi in cui il mercato dà adito a inefficienze; questo punto di vista segue la prospettiva della scuola di pensiero attualmente dominante in ambito accademico, la scuola neoclassica. Sotto tale prospettiva, se un risultato è efficiente in senso paretiano, non è considerato un fallimento del mercato, a prescindere dal fatto che serva o meno l'interesse pubblico, in qualunque modo quest'ultimo sia definito. Dunque in quest'ottica è possibile arrecare danno al pubblico interesse anche in assenza di fallimenti del mercato.
Ad esempio, diversi osservatori considererebbero l'esistenza di notevoli disuguaglianze nella distribuzione della ricchezza e del reddito come un elemento contrario al pubblico interesse; tuttavia tale risultato può essere efficiente in senso paretiano. Si pensi al caso in cui tutta la ricchezza di un'economia sia sotto il controllo di un singolo individuo, e tutti gli altri individui non possiedano nulla. Evidentemente, non è possibile migliorare la posizione di questi ultimi senza peggiorare quella dell'individuo che detiene tutta la ricchezza; dunque la situazione di partenza è un ottimo paretiano, e una redistribuzione volta a ridurre la disuguaglianza, paradossalmente, sarebbe inefficiente sotto il profilo paretiano. Dal punto di vista neoclassico, il tema della disuguaglianza nella distribuzione del reddito e della ricchezza originante dal passato di un'economia è completamente separato dal problema del fallimento del mercato, almeno in un'analisi di tipo statico.
Questo risultato non è necessariamente vero nel caso di modelli di sapore neoclassico che esplicitamente incorporino una particolare dinamica. In particolare, diversi economisti neoclassici sono propensi a vedere un fallimento del mercato in quelle situazioni in cui il libero operare delle forze di mercato conduce a una crescente disuguaglianza nella distribuzione della ricchezza. L'abilità di coloro che detengono una quota maggiore di ricchezza di usare il proprio potere economico per incrementarla, nello specifico, costituirebbe nella prospettiva di diversi ricercatori un fallimento del mercato.

### Scuola keynesiana/neokeynesiana
La moderna, specialmente nelle varietà keynesiana e neokeynesiana affermatesi a metà del XX secolo, applica il punto di vista neoclassico, interpretando l'incapacità di conseguire il pieno impiego delle risorse (così come per la legge di Say) nei termini delle teorie del fallimento del mercato. Una volta modificato per tener conto dei fallimenti del mercato, il modello Walrasiano di equilibrio economico generale in genere produce risultati dal sapore keynesiano. Nella prospettiva della nuova macroeconomia keynesiana, si pone l'accento sui ritardi nell'aggiustamento di grandezze quali prezzi e (soprattutto) salari.

### Scuole austriaca e della scelta pubblica
Diversi sostenitori del laissez faire in economia, come i liberisti e gli economisti della scuola austriaca, sovente negano l'esistenza di fallimenti del mercato, o li considerano accidentali, irrilevanti e temporanei. Ad esempio, il problema delle esternalità è visto quale effetto di fallimenti dello Stato, che da un lato ha assorbito in sé il diritto e al tempo stesso non appare in grado di tutelare i legittimi diritti di proprietà.
Gli economisti della scuola della scelta pubblica argomentano che il fallimento del mercato non implica necessariamente la necessità o l'opportunità dell'intervento del governo, in quanto i costi legati ai fallimenti del governo potrebbero essere maggiori di quelli legati al fallimento del mercato che si cerca di mitigare. Il fallimento del governo è visto come il risultato di problemi inerenti alla democrazia, nonché del potere di gruppi di potere che cercano posizioni di rendita (rent seekers), nel settore privato come nella burocrazia governativa.
Agli occhi di queste scuole, i fallimenti del mercato sono letti soprattutto come assenze di mercato. In alternativa, si argomenta che i risultati chiamati "fallimenti del mercato" non sarebbero in realtà tali, se la presenza di mercati non ne evita lo sviluppo. Inoltre, condizioni che molti considererebbero negative sono spesso viste come effetti della distorsione delle forze del mercato da parte dell'intervento dello Stato.
Laddove alcuni considererebbero una forte concentrazione nella distribuzione della ricchezza un "fallimento del mercato", la risposta della scuola liberale del laissez faire è che l'obiettivo di distribuire uniformemente la ricchezze non è assolutamente legato a quello di istituire un mercato. Quanto sono critici di questa posizione replicano proponendo le tesi più classiche della prospettiva statalista e domandando chi, in primo luogo, determini lo scopo dei mercati; ad esempio, i programmi di privatizzazione, ossia la sostituzione di imprese statali che operano in condizioni di monopolio legale con imprese non statali soggette alla concorrenza, rifletterebbe semplicemente l'influenza politica di gruppi di interesse che vedrebbero delle opportunità di profitto nel ricorso al mercato, nonché dell'ideologia che caratterizza potenti organizzazioni come il Fondo Monetario Internazionale, che in realtà sono comunque espressione dei governi e quindi tutt'altro che orientate verso posizione liberiste. Al posto di un programma di governo, che in linea di principio rifletterebbe il volere, democraticamente espresso, dei cittadini, per questi autori statalisti il risultato sarebbe essenzialmente un monopolio nelle mani del settore privato, in combutta con insider del mondo politico, un tipo di capitalismo che la maggior parte degli economisti, e soprattutto quelli per il laissez-faire, osteggia.

### Scuole socialdemocratiche e neoliberali
Altri, come i socialdemocratici o i neoliberali, vedono nei fallimenti del mercato un problema comune a qualsiasi sistema di mercato non regolamentato, e conseguentemente argomentano in favore dell'intervento dello Stato nell'economia, al fine di assicurare al contempo l'efficienza e la giustizia sociale (quest'ultima solitamente interpretata in termini di limite alle disuguaglianze di ricchezza e reddito). Sia la verificabilità all'interno di un sistema democratico di tale regolamentazione che le capacità tecnocratiche degli economisti giocherebbero un ruolo importante nel definire il tipo e l'intensità dell'intervento.
Un rilevante argomento contro tali tesi è che esse riporrebbero troppa fiducia nella buona fede del governo e/o nella capacità dei cittadini di controllarne l'operato con strumenti democratici. Come osservato, i sostenitori del laissez-faire vantano numerosi esempi di fallimento del governo, in cui l'intervento dello Stato o del governo nei mercati ha prodotto risultati peggiori. Socialdemocratici e neoliberali replicano che si dovrebbe ricercare una combinazione ottimale di mercato e Stato, alla luce dei fallimenti di entrambi. Naturalmente, dal punto di vista della maggioranza degli economisti mainstream (il cosiddetto Washington consensus) i mercati non esisterebbero se lo Stato non fosse garante dei diritti di proprietà e dei contratti, per cui nella loro prospettiva l'idea di un mercato completamente libero ed in cui proprietà e contratti siano tutelati grazie ad agenzie private in concorrenza non è nemmeno immaginabile.

### Scuola marxista
In generale, la scuola marxista considera il sistema dei diritti di proprietà un fondamentale problema in sé, e sostiene che le risorse dovrebbero essere allocate in altra maniera (di solito, democraticamente, o assegnate da un pianificatore centrale, o comitato di pianificazione, che dovrebbe essere democraticamente responsabile nei confronti del popolo). Ciò è intrinsecamente diverso da concetti di fallimento del mercato incentrati su situazioni specifiche - tipicamente intese come "anomale" - ed in cui i mercati producono risultati inefficienti. La scuola marxista, in prima approssimazione, sostiene che 'qualunque' mercato conduce a un risultato inefficiente e non auspicabile in un ordinamento democratico.
In altre parole, la scuola di pensiero marxista considera il fallimento del mercato inerente a qualunque economia capitalista. Ad ogni modo, quantunque i marxisti siano per l'abolizione del capitalismo, il fallimento del mercato non rientra in genere tra le loro argomentazioni a sostegno di tale posizione, preferendo essi basarsi su altre argomentazioni. Il marxismo non individua nel "mercato perfetto" (senza, cioè, fallimenti) un obiettivo ragionevole. Inoltre, afferma l'esistenza di sfruttamento capitalista, conflitto di classe, e crisi economiche anche in un contesto di mercati "perfetti". Vengono, per contro, messi in risalto i temi della disuguaglianza nella ricchezza e della sua entità, nonché quello collegato, delle disuguaglianze nel potere all'interno della società.
Sebbene non discuta esplicitamente il tema dei fallimenti del mercato, la scuola marxista non manca di osservare che i leader di governo e coloro che traggono beneficio dai fallimenti del mercato (titolari di imprese che inquinano, monopolisti, ecc.) spesso formano alleanze, così che il governo non è un potere neutrale, in grado di apportare soluzioni tecnocratiche nel nome del popolo. La stessa democrazia "formale" spesso è solo la maschera dietro cui vi è il dominio della borghesia. Sotto questa prospettiva, il fallimento del mercato accompagnerebbe quello del governo. Soltanto la pressione popolare, sia sul governo, sia sulle imprese capitaliste che si avvantaggiano del fallimento del mercato, unitamente all'azione rivoluzionaria di piccoli gruppi organizzati (avanguardie del proletariato), possono modificare la situazione ed eliminare i problemi legati ai fallimenti del mercato.
I critici di tale posizione obiettano però che laddove il comunismo si è realizzato, esso si è subito trasformato in un dominio di un piccolo gruppo (Nomenklatura) senza alternative e senza concorrenti, oltre che sottratto ad ogni ordinamento giuridico di carattere generale. In questo senso tale critica ai "fallimenti del mercato", secondo gli avversari del marxismo, sarebbe perfettamente funzionale ad un dominio dispotico e porrebbe le premesse per ben più gravi "fallimenti di Stato".